# 1105
1105 (MCV) fue un año común comenzado en domingo del calendario juliano.

## Acontecimientos
- El reino de Tamna, vasallo de la Dinastía Goryeo, fue anexionado oficialmente a esta.

## Nacimientos
- 1 de marzo - Alfonso VII, rey de Galicia (1111-1157), de León (1126-1157) y de Castilla (1127-1157). Hijo de la reina Urraca I de León y padre de los reyes Sancho III de Castilla, rey de Castilla, y de Fernando II de León.
- Melisenda, reina de Jerusalén (1131-1153).

## Fallecimientos
- Raimundo de Tolosa, conde de Tolosa.